# ಜ಼
Cette page contient des caractères spéciaux ou non latins. S’ils s’affichent mal (▯, ?, etc.), consultez la page d’aide Unicode.
ಜ಼, appelé za et transcrit z, est une consonne de l’alphasyllabaire kannada. Elle est formée d’un ja ‹ ಜ › et d’un deux points souscrits (ou noukta).

## Utilisation
Le za est utilisé pour transcrire la consonne fricative alvéolaire voisée /z/, par exemple dans le nom ‹ ಎಲಿಜ಼ಬೆತ್ › (Elizabet), « Elizabeth ».

## Représentations informatiques
| formes | représentations | chaînes de caractères | points de code       | descriptions                                                      |
| ------ | --------------- | --------------------- | -------------------- | ----------------------------------------------------------------- |
| pleine | ಜ಼               | ಜ಼                     | U+0C9C U+0CBC        | lettre kannada ja, symbole kannada noukta                         |
| morte  | ಜ಼್               | ಜ಼◌್                    | U+0C9C U+0CBC U+0CCD | lettre kannada ja, symbole kannada noukta, symbole kannada virama |